# Monte Ferro
De Monte Ferro is een berg gelegen in de Karnische Alpen in de Italiaanse regio Veneto. De berg heeft een hoogte van 2348 meter. 